# Zimmermanns spitsmuis
De Zimmermanns spitsmuis (Crocidura zimmermanni)  is een zoogdier uit de familie van de spitsmuizen (Soricidae). De wetenschappelijke naam van de soort werd voor het eerst geldig gepubliceerd door Wettstein in 1953.

## Voorkomen
De soort komt voor op Kreta.